# Shifty Adventures in Nookie Wood
Albums de John Cale
Extra Playful
(2011) M:FANS
(2016)
Shifty Adventures in Nookie Wood est le quinzième album studio du multi-instrumentiste gallois John Cale. L'album est sorti le 1er octobre 2012 sur le label Double Six Records. C'est son premier album studio depuis 2005, date à laquelle blackAcetate fut paru.

## Titres
1. I Wanna Talk 2 U (3:32)
2. Scotland Yard (4:59)
3. Hemingway (3:58)
4. Face to the Sky (4:58)
5. Nookie Wood (5:05)
6. December Rains (4:41)
7. Mary (5:39)
8. Vampire Cafe (5:47)
9. Mothra (3:30)
10. Living with You (4:03)
11. Midnight Feast (5:00)
12. Sandman (Flying Dutchman) (3:44)

Bonus sur une version spéciale
1. Bluetooth Swings Redux (5:25)

ou
1. Hatred (3:58)

ou
1. Cry (5:33)

## Musiciens
- John Cale : chant, alto électrique, synthétiseur, piano, orgue, guitare électrique, guitare acoustique, guitare basse, boîte à rythmes
- Dustin Boyer : guitare, synthétiseur, choriste
- Michael Jerome Moore : batterie, percussion, cajón
- Joey Maramba : guitare basse
- Erik Sanko : guitare basse (Scotland Yard)
- Danger Mouse : guitare basse, synthétiseur, boîte à rythmes (I Wanna Talk 2 U)
- Deantoni Parks : batterie (Bluetooth Swings Redux)
- Eden Cale : choriste (Hemingway)